# Българска източноправославна епархия в Западна и Средна Европа
Българската източноправославна епархия в Западна и Средна Европа е епархия на Българската православна църква – Българска патриаршия със седалище в Берлин, Германия и бивше седалище в Будапеща, Унгария.
Регистрирана е като юридическо лице по германското гражданско право със седалище в Берлин. Освен Германия, епархията обхваща териториите на Норвегия, Швеция, Обединеното кралство, Нидерландия, Белгия, Франция, Испания, Португалия, Италия, Сан Марино, Малта, Швейцария, Австрия, Словения, Хърватия, Чехия, Словакия и Унгария.

## История
Епископ Симеон Главиницки е първият български архиерей, назначен през 1980 г. за патриаршески викарий за Западна Европа със седалище Будапеща, след като се проваля опитът на синода на БПЦ да го освободи от длъжност в американо-австралийската епархия и да го задържи в България. Избрана е унгарската столица за седалище, защото там има стара българска църковна община. От 1986 г., със създаването на Западноевропейската епархия, Симеон е определен за митрополит, като установява и второ седалище в Берлин. По решение на Св. Синод от 30 май 1994 г. титлата му е сменена на западно и средноевропейски и седалището на епархията е установено само в Берлин.
През 2005 г. митрополит Симеон подава оставка и за временно-управляващ епархията е назначен митрополит Галактион Старозагорски.
На 1 декември 2009 г. Св. Синод под давление на Пловдивския митрополит Николай взема решение да отстрани митрополит Симеон поради дългогодишно отсъствие от епархията му въпреки неговото несъгласие да бъде освободен. Медиите подозират неодобрение на политиката на приятелство с Католическата църква, провеждана от епископ Тихон Тивериополски. Този епископ е върнат в България на длъжността председател на катедралата „Свети Александър Невски“ в София, а за временно управляващ епархията отново е определен старозагорският митрополит Галактион.
На 20 април 2010 г. е оповестено фалшиво писмо на митрополит Симеон до патриарх Вартоломей I Константинополски, в което се заявява желанието на голяма част от българските църковни общини в Западна Европа да преминат под юрисдикцията на Вселенската патриаршия. Няколко дни по-късно митрополит Симеон отрича авторството на писмото, но му е наложено църковно наказание (аргос), също и заради това, че продължава свещенослужението си в епархията.
На синодно заседание от 9 юни 2010 г. е взето решение за възстановяване на митрополит Симеон на предишната му длъжност, като от него са свалени и всички църковни наказания. За нов викариен епископ му е определен епископ Антоний Константийски, дотогава викарий на митрополит Николай Пловдивски.
След приемането на оставката на митрополит Симеон на 27 октомври 2013 г. за митрополит на епархията е избран епископ Антоний Константийски.

## Митрополити
| Име     | Години                          |
| ------- | ------------------------------- |
| Симеон  | 1986 – 2009 г. и 2010 – 2013 г. |
| Антоний | от 2013 г.                      |